# О’Доннел, Хью
Сэр Хью О’Доннелл (ирл. — Aodh mac Maghnusa Ó Domhnaill) (ум. 1600) — король ирландского королевства Тирконнелл и глава клана О’Доннелл (1566—1592), сын Мануса О’Доннела, 1-го графа Тирконнелла (ум. 1564), от второго брака с Джудит О’Нилл.

## Биография
Еще в конце правления Мануса О’Доннела (1537—1555) между его сыновьями Калвахом, сыном от первого брака, и Хью, сыном от второго брака, начались ссоры и соперничество. В 1555 году Калвах О'Доннел отстранил Мануса от власти и заключил своего отца в тюрьму, а сам стал главой королевства Тирконнелл и вождем клана О’Доннелл. Хью О’Доннел обратился за помощью к своему дяде Шейну О’Ниллу, королю Тир Эогайна (Тирона) и вождю соседнего клана О’Нилл. В 1557 году Шейн О’Нилл во главе большого войска вторгся в Тирконнелл, стремясь подчинить это королевство своей верховной власти. Шейн расположился лагерем на берегу озера Лох-Суилли. Калвах О’Доннел внезапно напал на войско Шейна О’Нилла и нанес ему поражение.
В 1566 году после смерти своего сводного брата Калваха О’Доннела, сын которого Конн находился в плену у Шейна О’Нилла, Хью О’Доннелл унаследовал титул короля Тирконнелла и главы клана О’Доннел в Ольстере.
В 1580-е годы в Тирконнелле обострилась борьба за детьми Хью О’Доннелла из-за наследства. В 1593 году Хью О’Доннелл отрекся от престола в пользу своего старшего сына от второго брака, Хью Руада О’Доннела (1572—1602).

## Семья и дети
Хью О’Доннелл был дважды женат. Имя его первой жены неизвестны. Его второй женой была Инион (Фионнуала) Дуб (ум. после 1608), дочь Джеймса Макдональда, 6-го лэрда из Даннивега (ум. 1565) и Агнессы Кэмпбелл (1526—1601).
Дети от первого брака:
- Доннхад (Скайт) О’Доннелл
- Доннелл О’Доннелл (ум. 1590)
- Руайдри О’Доннелл (ум. 1575)
- Шевонн О’Доннелл (ум. 1591), вышла замуж за Хью О’Нилла, графа Тирона (ок. 1550—1616)
- неизвестно дочь, вышла замуж за сына Турлоха Луйнеха О’Нилла.

Дети от второго брака:
- Нуала О’Доннелл, жена Найла Гарви О’Доннелла
- Аод Руад О’Доннелл (ок. 1572 — 10 сентября 1602), граф Тирконнелл (1593—1602)
- Руэри (Рори) О’Доннелл (ок. 1575 — 1 августа 1608), граф Тирконнелл (1602—1607)
- Магнус О’Доннелл
- Моред О’Доннелл
- Мойра О’Доннелл (ум. 1662), 1-й муж Доннелл О’Кахан, 2-й муж — Тадг О’Руайрк
- Катбар О’Доннелл (ум. 1608).